# カイロプラクティック教育評議会 (米国)
カイロプラクティック教育評議会（カイロプラクティックきょういくひょうぎかい、Council on Chiropractic Education; CCE）は、米国のカイロプラクティックの専門課程教育を認定（アクレディテーション）する団体。

## 沿革
- 1935年 - National Chiropractic Association (NCA)（現：American Chiropractic Association (ACA)）が、カイロプラクティック教育を向上させるために、前身であるCommittee on Educational Standards (CES)を設立する[2]。
- 1971年 - ACAより独立し、法人組織としてCCE(Council on Chiropractic Education)が設立される。
- 1974年 - 米国連邦政府教育省から認定団体の公認となる。

## カイロプラクティック大学入学基準
入学に際しては最低GPA2.50以上の事前教育（Pre-Chiropractic programプレ-カイロプラクティック教育）の単位が必要とされる。一般的な高卒では入学が出来ない。
第一職業学位 （First professional degree、最初に取得することができる職業学位）。

## 認定教育機関
- Cleveland Chiropractic College - Kansas City - 1982年6月より認定[4] [5]
- Cleveland Chiropractic College - Los Angels - 1985年より1月認定
- D'Youville College - 1997年6月より認定[6]
- Life University - 1985年6月より認定[7]
- Life Chiropractic College West - 1987年7月より認定[8]
- Logan College of Chiropractic - 1978年6月より認定[9]
- National University of Health Sciences - 1971年1月より認定[10]
- New York Chiropractic College - 1979年1月より認定[11]
- Northwestern University of Health Sciences - 1979年1月より認定[12]
- Palmer College of Chiropractic - 1979年7月より認定[13]
- Palmer College of Chiropractic - Florida - 2004年7月より認定[13]
- Palmer College of Chiropractic - West - 1985年6月より認定[13]
- Parker College of Chiropractic - 1988年6月より認定[14]
- Sherman College of Straight Chiropractic - 1995年1月より認定[15]
- Southern California University of Health Sciences - 1971年1月より認定[16]
- Texas Chiropractic College - 1971年1月より認定[17]
- University of Bridgeport - 1994年6月より認定[18]
- Western States Chiropractic College - 1981年1月より認定[19]